# ودي كورنويل
ودي كورنويل (بالإنجليزية: Woody Cornwell)‏ هو رسام أمريكي، ولد في 13 يناير 1968 في نيوبيري في الولايات المتحدة، وتوفي في 12 أبريل 2016 في سافانا في الولايات المتحدة.